# Arguel (Doubs)
Pour les articles homonymes, voir Arguel.
Arguel (prononcez Argu-el) est une ancienne commune française située dans le département du Doubs, en région Bourgogne-Franche-Comté. Elle faisait partie  de l'arrondissement de Besançon, du canton de Besançon-6 et de Grand Besançon Métropole. Au 1er janvier 2019, la commune a fusionné avec celle de Fontain pour constituer la commune nouvelle de Fontain.
Les habitants sont appelés les Argueliens et Argueliennes.

## Présentation
L'ex commune, d'une superficie de 498 ha, est située sur le premier plateau du massif du Jura à 6 km de Besançon. L'altitude moyenne est de 380 m avec un maximum de 508 m au fort Rolland et un minimum de 310 m au hameau de Maillot.
Le bourg logé au fond d'un vallon est dominé à l'ouest par une crête dont les points remarquables sont le signal d'Arguel (503 m) et le site du château-fort (485 m). À l'est, au lieu-dit les Vignottes, se dresse la colline du fort. Le territoire communal comprend 140 ha de forêts, soit un taux de boisement de 29 % répartis entre 41 ha de forêt publique et 99 ha de forêt privée.
Les hameaux et lieux-dits sont : Les Poutots, trois habitations du hameau de Maillot (commune de Beure), la Chassagne, les Chevrotons, la Verte montagne.
Arguel était initialement plus étendue. En 1830, les terrains dépendants des hameaux des Clairons et du Chalet d'Arguel lui ont été retirés pour être attribués à Pugey. C'est la raison pour laquelle le second hameau porte encore aujourd'hui le nom de la commune. La vocation du village est historiquement agricole, et comme partout autour de Besançon, la vigne a été exploitée jusqu'à sa destruction par le phylloxéra.

### Géologie, hydrologie
Le territoire  de l'ex commune repose sur un lambeau du bassin houiller keupérien de Haute-Saône.
Résultant de l'effondrement d'un anticlinal, le vallon occupé par le bourg est orienté nord-sud et encadré par deux crêtes. Le sol  du bourg est marneux mais on peut découvrir, dans les prés et bois de la partie méridionale, des dolines et lapiaz caractéristiques du relief karstique.
Des carrières de gypse ont été exploitées dès le début du XVIe siècle et on signale encore sept fours à plâtre en fonctionnement au milieu du XIXe. De plus, un marbre noir, moucheté de blanc a été extrait à petite échelle jusqu'en 1840.
Plusieurs cavités ont été inventoriées sur le territoire de l'ex commune, dont la baume Saint-Georges qui s'ouvre dans une barre rocheuse du bois de la Côte en limite intercommunale avec Beure, la grotte de la Chère (de la vieille église), fréquemment confondue avec la première qui est située sur Beure, mais est plus facilement accessible depuis Arguel, et la grotte du château d'Arguel s'ouvrant à la base d'un rocher de la crête.
Au sud du bourg, le ruisseau  des Fontaines, coulant autrefois au milieu d'un pré, a maintenant sa source située dans l'une des propriétés du lotissement « Aux Bourgeons ». En partie canalisé, le ruisseau qui prend sur la fin de parcours le nom de Pisseure, rejoint le ruisseau des Mercureaux après sa chute en cascade dans la reculée du bout du monde à Beure.
Le ruisseau de Pugey, débutant au sud-est de l'oratoire de la Vierge, s'écoule en direction de Pugey et va se jeter deux km plus loin dans une perte deux kilomètres au sud.
Le ruisseau des Mercureaux passe à côté des trois habitations de Maillot juste avant de s'écouler en cascade dans la reculée du « Bout du monde ».
La perte du Champ Nétin au sud des Chevrotons est  en fait une cheminée d'équilibre située au point-bas d'une cuvette : lors des fortes pluies, le réseau souterrain saturé sort par la cheminée et remplit la cuvette avec l'aide des eaux de ruissellement. À la décrue l'eau s'évacue sur une à deux semaines par le même orifice pour rejoindre le bassin de la Loue.

### Voies de communication
La D 141 relie Aguel à Pugey et à Beure. Ce dernier tronçon date de 1849, année où la route a contourné l'extrémité de la crête. Précédemment pour se rendre à Beure, il fallait passer par Pugey et la Maltournée (hameau de Larnod) puis descendre par l'ancienne route royale qui venait de Besançon. La D 111 est la route directe pour rejoindre Fontain. 
Le bois des communaux est traversé par la D 104 et de là, un chemin vicinal permet de rejoindre les Chevrotons puis, par l'ex route royale de la Suisse, la ferme de la Verte montagne.
Pour gagner les habitations situées à Maillot, il faut passer par Beure.

### Réseaux
Si pour son alimentation en eau l'ex commune a un contrat avec le syndicat de la Haute Loue, elle envoie ses eaux usées vers l'usine d'épuration de Besançon située à Port-Douvot. Les eaux pluviales sont, elles, dirigées vers le ruisseau. La compétence eau et assainissement est maintenant à GrandBesançonMétropole
Le local de télécommunications fixes desservant Arguel est situé près de la salle des fêtes de Pugey. L'accès à internet fixe est actuellement disponible avec la fibre optique pour une très grande partie du village et quelques écarts  Un pylône situé sur Pugey assure la couverture G.S.M. du village par au moins un opérateur.
À noter le passage sur les  750 m de largeur de la commune au sud du bois des Communaux, de l'oléoduc sud-européen.

## Toponymie
Arguel  a été employé dès 1120, mais on rencontre également d'autres toponymes : Erguellum en 1143 ; Erguel en 1173 ; Argual en 1263 ; Erguillo en 1352.

## Histoire

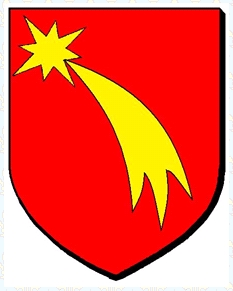
Blason des seigneurs d'Arguel.

### La baronnie d'Arguel
C'est au XIIe siècle qu'Arguel est élevé en fief. Gui (1040-1097) est mentionné en 1090  sur des titres de l'église de Besançon. Un de ses fils, Guillaume est  archevêque de la métropole comtoise de 1109 à 1117 ; un autre Gérard Ier (mort v. 1135) a comme fils Guillaume Ier. Parmi ses enfants figure Guillaume, archidiacre de l'église métropolitaine, et Pierre (mort v. 1260)  marié à Grosse de Montfaucon dont il a Gérard II et Otton qui sont à l'origine de deux lignées.

#### Lignée de Gérard II, premier fils de Pierre d'Arguel
Il reprend sa terre d'Arguel en fief du souverain en 1263. Sa femme, Béatrix de Montfaucon, lui donne Pierre, chanoine et trésorier de la métropolitaine, Jacques, chevalier, et Amédée (mort en 1290) qui épouse Clémence d'Oiselay. Parmi leurs enfants, Jacques épouse Marguerite de Belvoir et Guillaume II reprend le fief en 1301. Les fils, de Guillaume II issus de son mariage à Jeanne de Pesmes sont :
- Gérard qui meurt jeune et sans enfant en  faisant de Hugues Ier de Chalon-Arlay son héritier universel (par testament de 1306). Dès lors, les aîné(e)s de la maison de Chalon-Arlay portent le titre de sire d'Arguel durant la vie de leurs pères :  Hugues Ier de Chalon-Arlay (1288-1322) ; Jean II de Chalon-Arlay (1312-1362) ; Louis Ier de Chalon-Arlay (1337-1366) ; Henri de Chalon-Arguel (?-1396) ; Jean III de Chalon-Arlay (1361-1418) ; Louis II de Chalon-Arlay (1390-1463) ; Philibert de Chalon (1502-1530).
- Étienne qui est chanoine et archidiacre de la métropolitaine en 1319.
- Jacques, marié à Jeanne de Basserans et mort en 1339. C'est lui qui a inspiré la légende de « la comète du sire d'Arguel », car le château a été effectivement pris et brûlé en 1336 par les barons révoltés (dont Jean II de Chalon-Arlay) contre le duc Eudes IV de Bourgogne. Jacques d'Arguel s'est rendu célèbre par la haine qu'il portait à ses voisins, les citoyens de la cité libre et impériale de Besançon. Il rançonnait les marchands de cette ville que leurs affaires forçaient à passer au pied de son château. En augmentant ainsi la fortune que lui avaient laissé ses ancêtres il disait  qu'il "allongeait la queue de la comète d'Arguel".

#### Lignée de Otton, second fils de Pierre d'Arguel
Otton, chevalier, a comme fils Eudes et Robert, chevalier. 
Eudes est le père de Hugues et Jean. Hugues, l'aîné, n'a qu'une fille, Jeanne, mariée à Hugues de Pontaillé ; il vend la sénéchalerie de l'église de Besançon  à l'archevêque Hugues VI de Vienne  qui la lègue à son église. Jean et Jacques les fils d'Hugues contesteront en vain cette vente.
Simon, un petit-fils de Jean, épouse Jeanne de Bain dont il a Poinçard, seigneur de Chenecey. Celui-ci combat, en 1365,  les troupes de Philippe le Hardi  et les routiers. Il est le premier en haut des murailles à l’assaut de leur place de Dampierre-sur-Salon et fera prisonnier le fils de Thibaud de Chauffour, chef des routiers. Il sera assassiné en 1370 laissant le souvenir d’un fidèle serviteur et d’un brillant chevalier.
De son mariage avec Marguerite d'Avillé, Poinçard a Jean comme héritier. Celui-ci a Étienne et Marguerite de son mariage avec Jeanne de Longeville. Étienne meurt sans postérité et sa sœur épouse, en 1445, Jean de Grammont seigneur de Vezet. 

#### Site d'Arguel
C'est Gui d'Arguel qui lance la construction du château à la fin du XIe siècle. Il sera incendié en 1336 par les barons comtois et reconstruit. En mai 1668, lors de la première conquête de la Franche-Comté il est démantelé et sera abandonné. Seules la base d'un mur d'enceinte et les entrées de pièces-basses sont visibles aujourd'hui..
Au XVIIe siècle, l'église dédiée à St Hyppolyte, est bâtie à flanc de colline au pied du château ruiné dont on a utilisé les pierres pour sa construction. Elle sera remaniée à plusieurs reprises. Son abside est polygonale et le clocheton qui la recouvre date de 1881.

### Époque contemporaine
Le 1er janvier 2019, elle intègre la commune de Fontain. La commune nouvelle s'appelle Fontain.

## Lieux et patrimoine

### Patrimoine défensif
Sur la crête rocheuse dominant le village, une imposante forteresse fut édifiée à partir au XIe siècle par les premiers seigneurs d'Arguel. Le château a été pris et démantelé après la première occupation française de la Franche-Comté, en 1668, sur les recommandations du prince de Condé à Louis XIV. En 1827, subsistaient encore un caveau voûté, des vestiges de murailles et les traces des fossés de l'enceinte. Il ne demeure aujourd'hui que quelques ruines peu significatives.
Fin 1870, une redoute terrassée est aménagée, à 508 m d'altitude, sur la colline située au sud-est du village. Sur le même emplacement une batterie maçonnée est construite, entre 1874 et 1878, dans le cadre du programme Séré de Rivières. La batterie Rolland porte le nom du capitaine de vaisseau qui dirigea la défense de la ville lors du blocus prussien de début 1871 ; elle est propriété communale.  

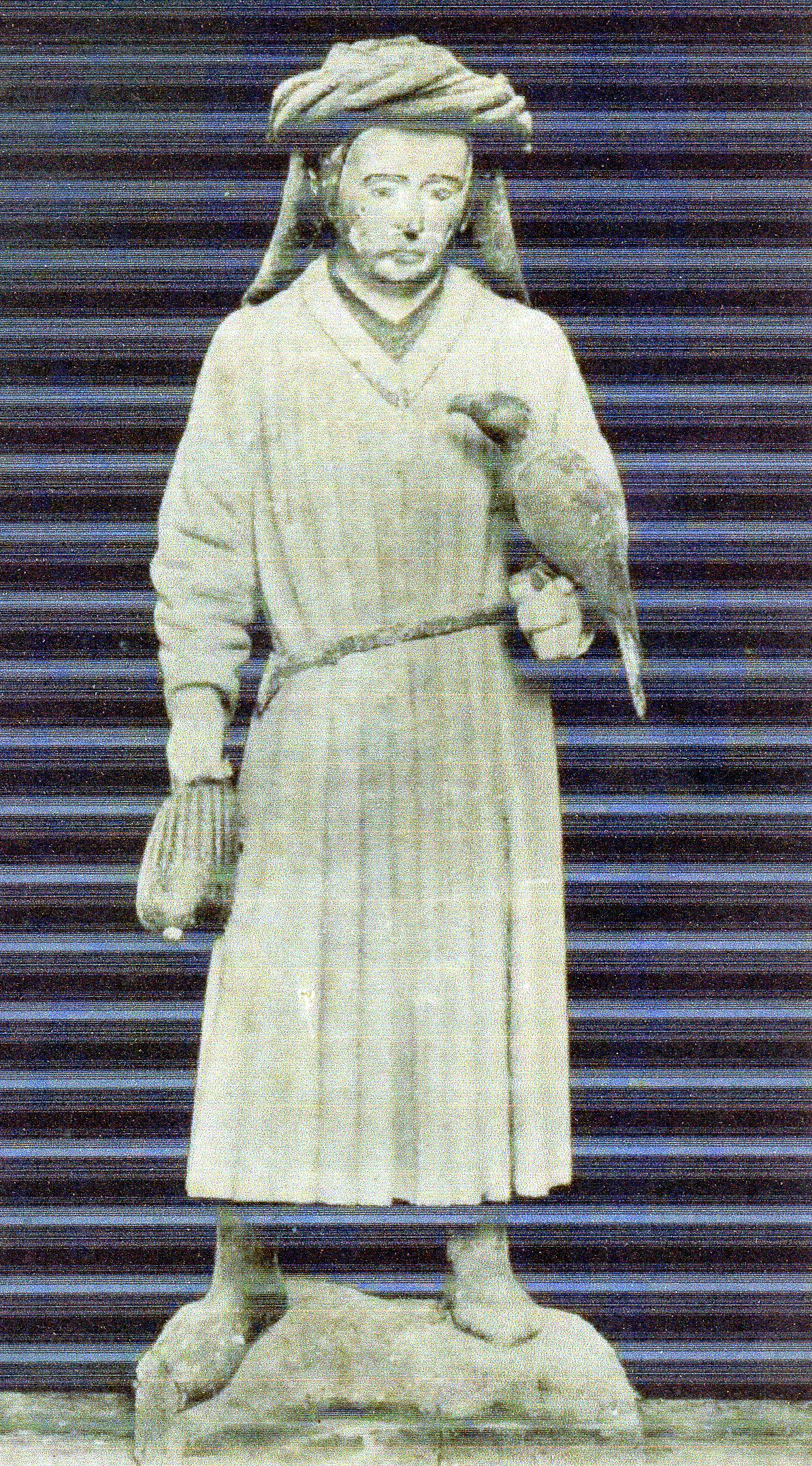
Statue de Saint Gengoul.

### Patrimoine religieux
La chapelle est située en haut du village, au pied du rocher où a été érigé le château fort. Après la Révolution, la communauté d’Arguel achète à la collégiale de Sainte-Madeleine de Besançon le retable de l’ancienne chapelle Saint Claude. À voir aussi les statues en bois polychrome des XVIe et XVIIe siècles dont saint Thiébaud et saint Gengoul, un saint invoqué pour amener la paix dans les ménages. Concernant cette dernière statue, Jules Gauthier archiviste du Doubs de 1870 à 1904 a estimé, sur la foi d'une datation de l'œuvre dans la première moitié du XVe siècle, qu'il s'agissait d'une représentation  de Louis II de Chalon-Arlay (1390-1463) alors propriétaire du château. La datation ayant été revue ultérieurement au XVIe siècle, la statue serait une représentation de Philibert de Chalon (1502-1530). 
Un oratoire contenant une statuette de la Vierge est placé au carrefour de la rue menant au lieu-dit la Chassagne.

### Patrimoine civil
Un lavoir couvert, une source captée et un abreuvoir sont visibles au centre du village.

## Personnalités liées à la commune
Jeanne-Claude Boitouset, femme du capitaine Duchesne qui commande la garnison du château d'Arguel en 1668 lorsqu'il est investi par les troupes de Condé.
« Faisant preuve d'un courage hors du commun, au-delà de son sexe, elle stimula la garnison et les personnes réfugiées des villages voisins ».

Louis Clémencet, général français de la révolution et de l'Empire, a vécu sur le hameau de la Chassagne en 1790 alors qu'il était capitaine au corps royal de génie. On trouve son nom dans les registres paroissiaux de Pugey, Arguel et Larnod de 1790 (source)

## Découverte
La localité est occupée très tôt. On a découvert un caillou portant des inscriptions suivantes en caractères runiques, ancien alphabet sacré des Germains : ARBITAM, WODAN, LIUHOPHANG REJ KIM. La traduction du texte est la suivante : « Arrache l'héritage, Wodan, enlève la lumière aux puissants ».
Ceci prouve une présence  de germains : Burgondes ou Alamans, qui ont envahi le pays à partir du Ve siècle.
La "pierre d'Arguel" a été  trouvée, en 1916, par Robert Milliat, un jeune scout qui campait sur la commune. Cette pierre a été étudiée par de nombreux scientifiques français et étrangers ; il est certifié que les inscriptions sont runiques. 
Elle fait partie des objets classés au titre des monuments historiques depuis 1963. La famille du découvreur vient d'en faire don, en 2023, au musée des beaux-arts  de Besançon où elle pourra, après 106 ans, être vue par le public.

## Héraldique
Blason de la commune inspiré de celui des sires d'Arguel
| Blason de Arguel | Blason  | De gueules, à la comète d'or à huit rais, et une queue du même. |
| Blason de Arguel | Détails | Le statut officiel du blason reste à déterminer.                |

Blason de la famille de Chalon - Arlay
| Blason de Arguel | Blason  | De gueules, à bande d'or chargé, au franc quartier, d'une étoile d'azur |
| Blason de Arguel | Détails | Le statut officiel du blason reste à déterminer.                        |

## Transport
L'ex commune est desservie par la ligne  85  du réseau de transport en commun Ginko.

## Politique et administration
| Période                                  | Période | Identité        | Étiquette | Qualité  |
| ---------------------------------------- | ------- | --------------- | --------- | -------- |
| 1995                                     |         | Camille Pochard |           |          |
| 2001                                     | 2018    | André Avis      | PS        | Retraité |
| Les données manquantes sont à compléter. |         |                 |           |          |

## Démographie
L'évolution du nombre d'habitants est connue à travers les recensements de la population effectués dans la commune depuis 1793. Pour les communes de moins de 10 000 habitants, une enquête de recensement portant sur toute la population est réalisée tous les cinq ans, les populations de référence des années intermédiaires étant quant à elles estimées par interpolation ou extrapolation. Pour la commune, le premier recensement exhaustif entrant dans le cadre du nouveau dispositif a été réalisé en 2008.

En 2016, la commune comptait 273 habitants, en évolution de +14,71 % par rapport à 2010 (Doubs : +1,88 %, France hors Mayotte : +2,11 %).
| 1793 | 1800 | 1806 | 1821 | 1831 | 1836 | 1841 | 1846 | 1851 |
| ---- | ---- | ---- | ---- | ---- | ---- | ---- | ---- | ---- |
| 200  | 189  | 200  | 130  | 175  | 192  | 204  | 183  | 149  |

| 1856 | 1861 | 1866 | 1872 | 1876 | 1881 | 1886 | 1891 | 1896 |
| ---- | ---- | ---- | ---- | ---- | ---- | ---- | ---- | ---- |
| 130  | 112  | 131  | 109  | 89   | 102  | 110  | 92   | 105  |

| 1901 | 1906 | 1911 | 1921 | 1926 | 1931 | 1936 | 1946 | 1954 |
| ---- | ---- | ---- | ---- | ---- | ---- | ---- | ---- | ---- |
| 76   | 84   | 61   | 88   | 66   | 57   | 63   | 59   | 77   |

| 1962 | 1968 | 1975 | 1982 | 1990 | 1999 | 2006 | 2008 | 2013 |
| ---- | ---- | ---- | ---- | ---- | ---- | ---- | ---- | ---- |
| 78   | 109  | 175  | 235  | 240  | 218  | 242  | 249  | 269  |

| 2016 | - | - | - | - | - | - | - | - |
| ---- | - | - | - | - | - | - | - | - |
| 273  | - | - | - | - | - | - | - | - |

## Intercommunalités
Arguel adhérait à 5 intercommunalités :
- Grand Besançon Métropole ;
- Syndicat pour l'aménagement de Besançon Sud-Plateau ;
- Syndicat intercommunal Fontain-Arguel-La Vèze- Pugey (SIFALP) ;
- Syndicat intercommunal des Grands Prés Arguel-Pugey (maison du temps libre) ;
- Syndicat intercommunal des eaux de la Haute-Loue.

Depuis le 1er janvier 2019, c'est la commune nouvelle de Fontain qui est adhérente à ces syndicats et à Grand Besançon Métropole.

## Associations intercommunales.
- Foyer rural Arguel-Pugey (FRAP)[26].

## Galerie de photographies

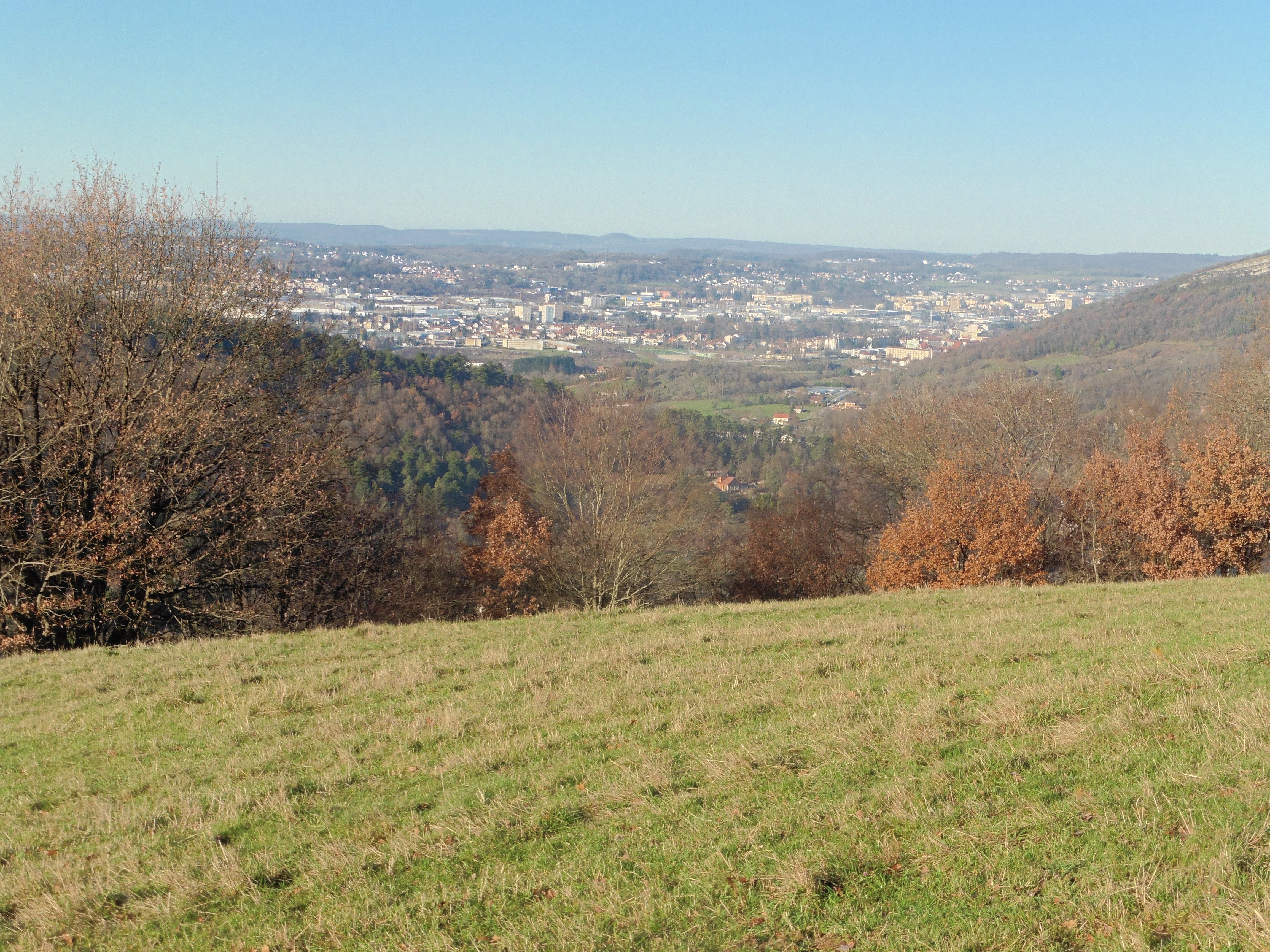
Vue sur Besançon.
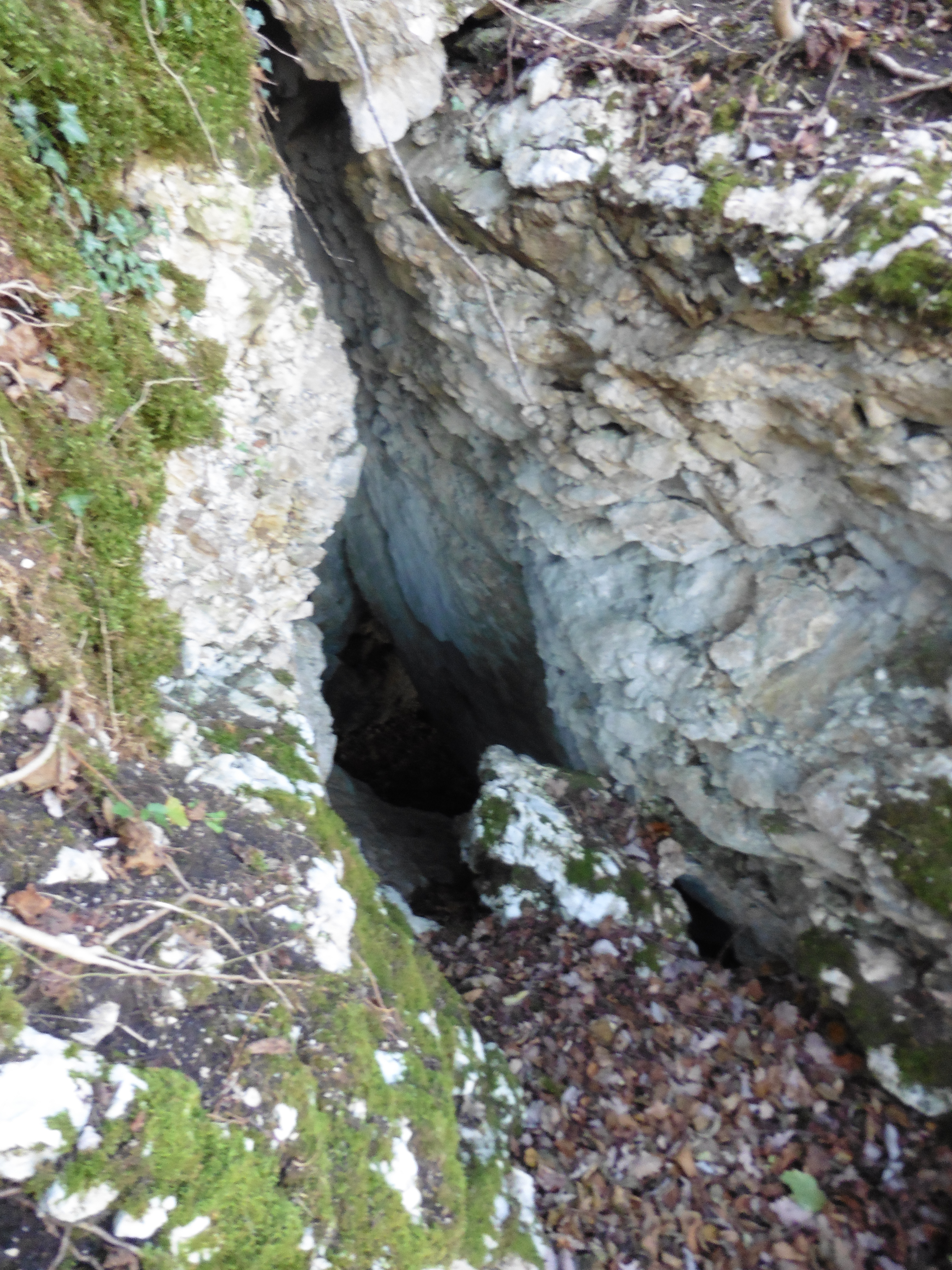
Entrée supérieure de la grotte de la Chère.
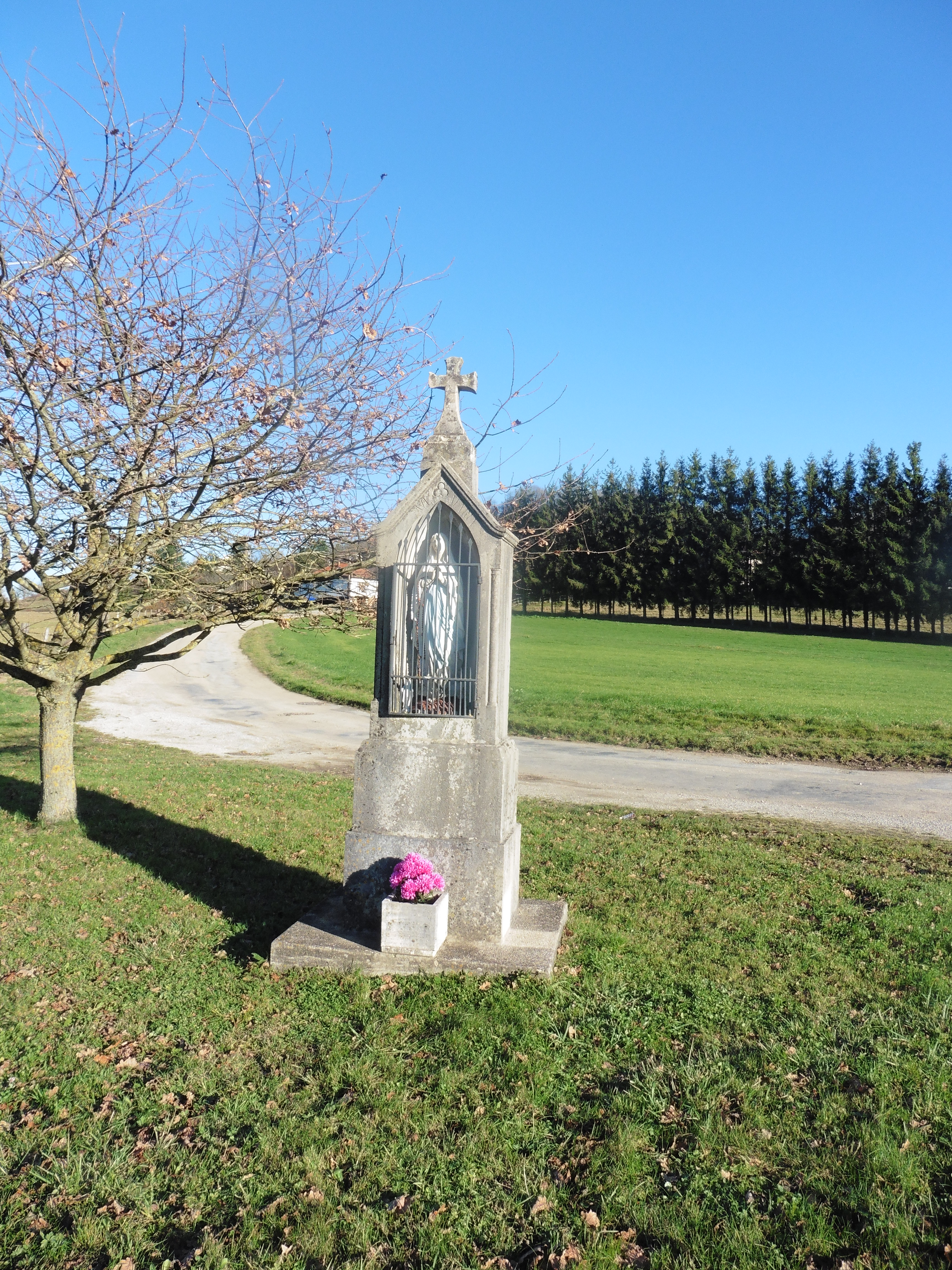
Vierge.
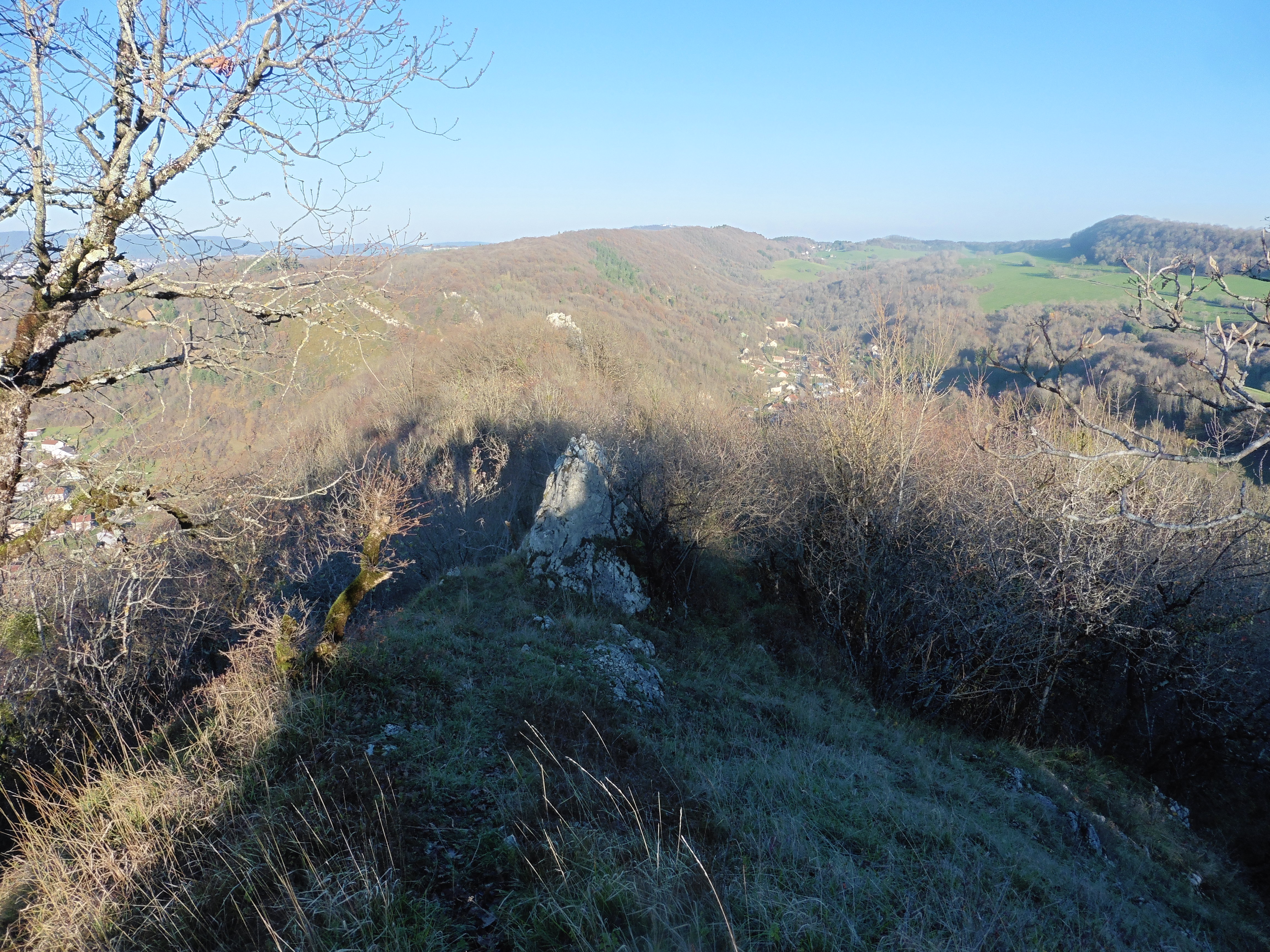
Crête déchiquetée.
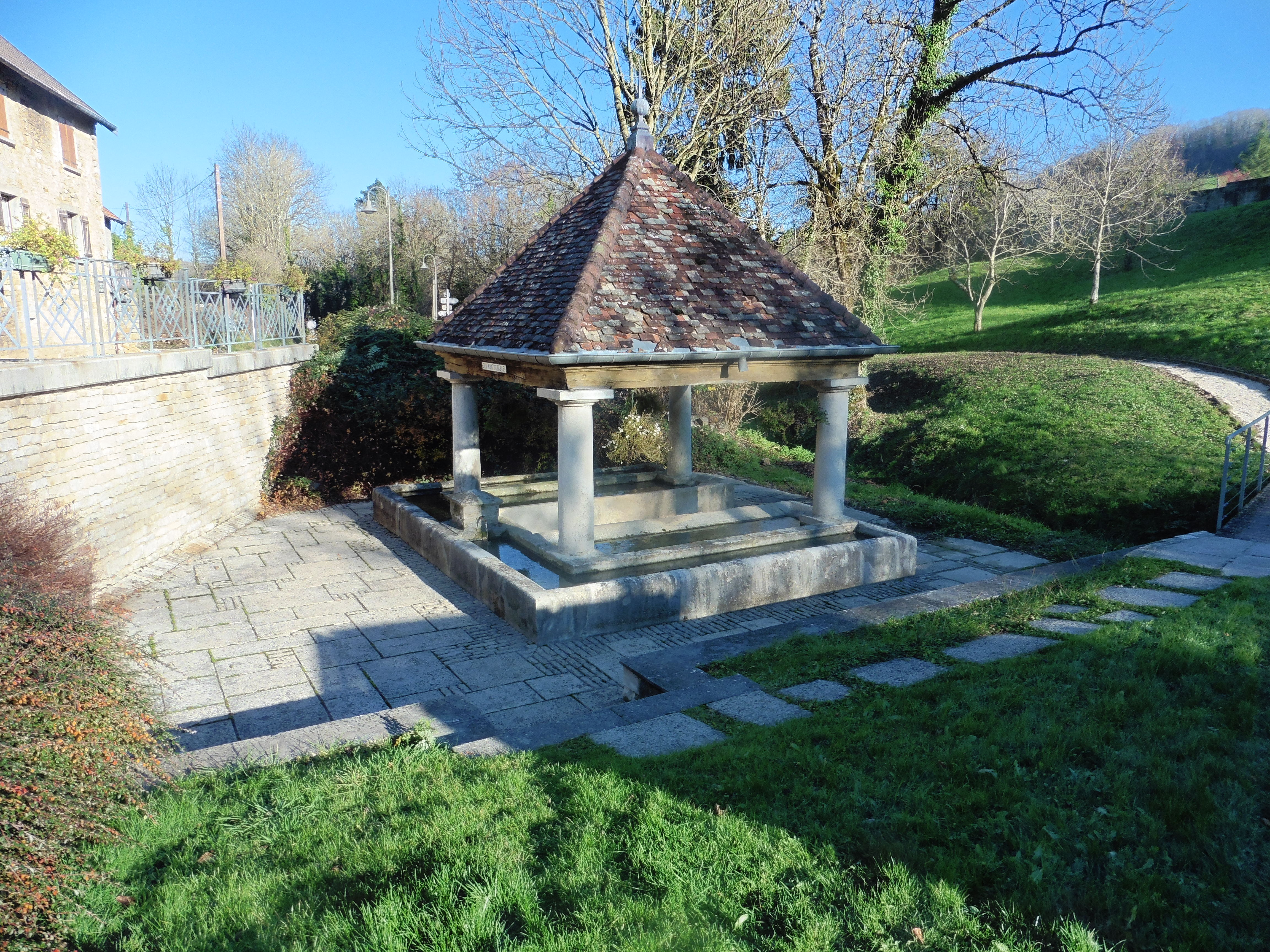
Lavoir.
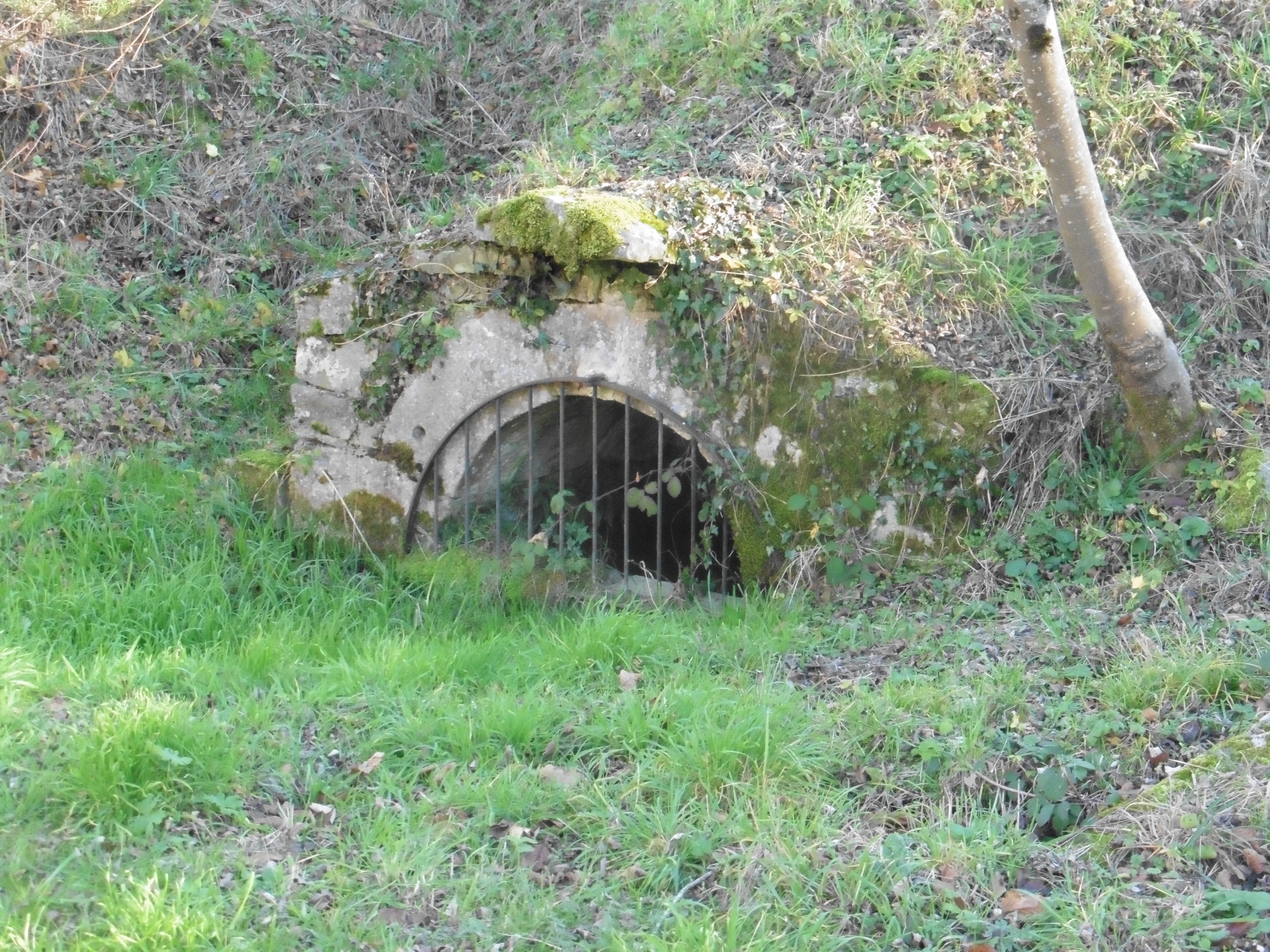
Fontaine.
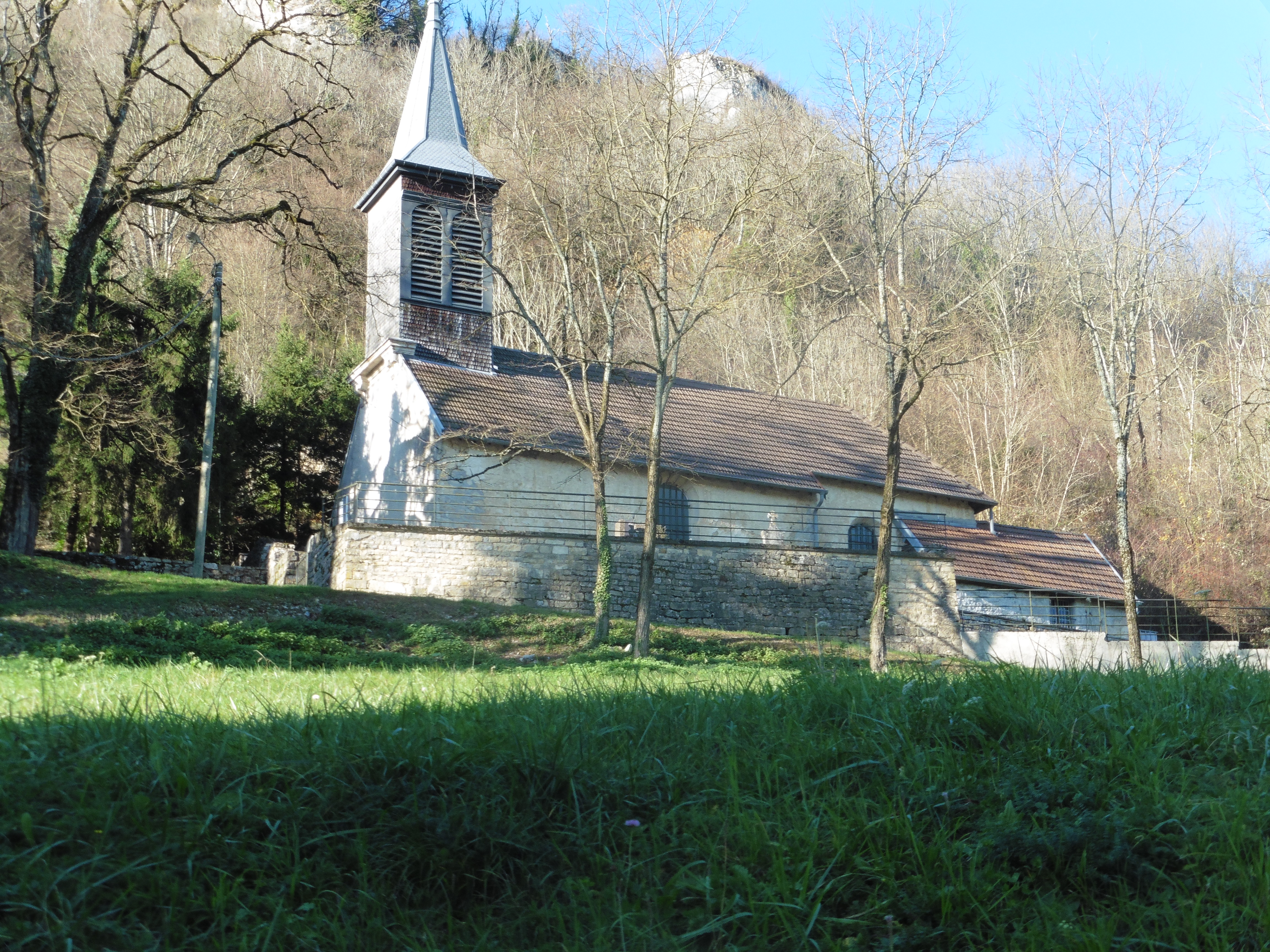
Chapelle.
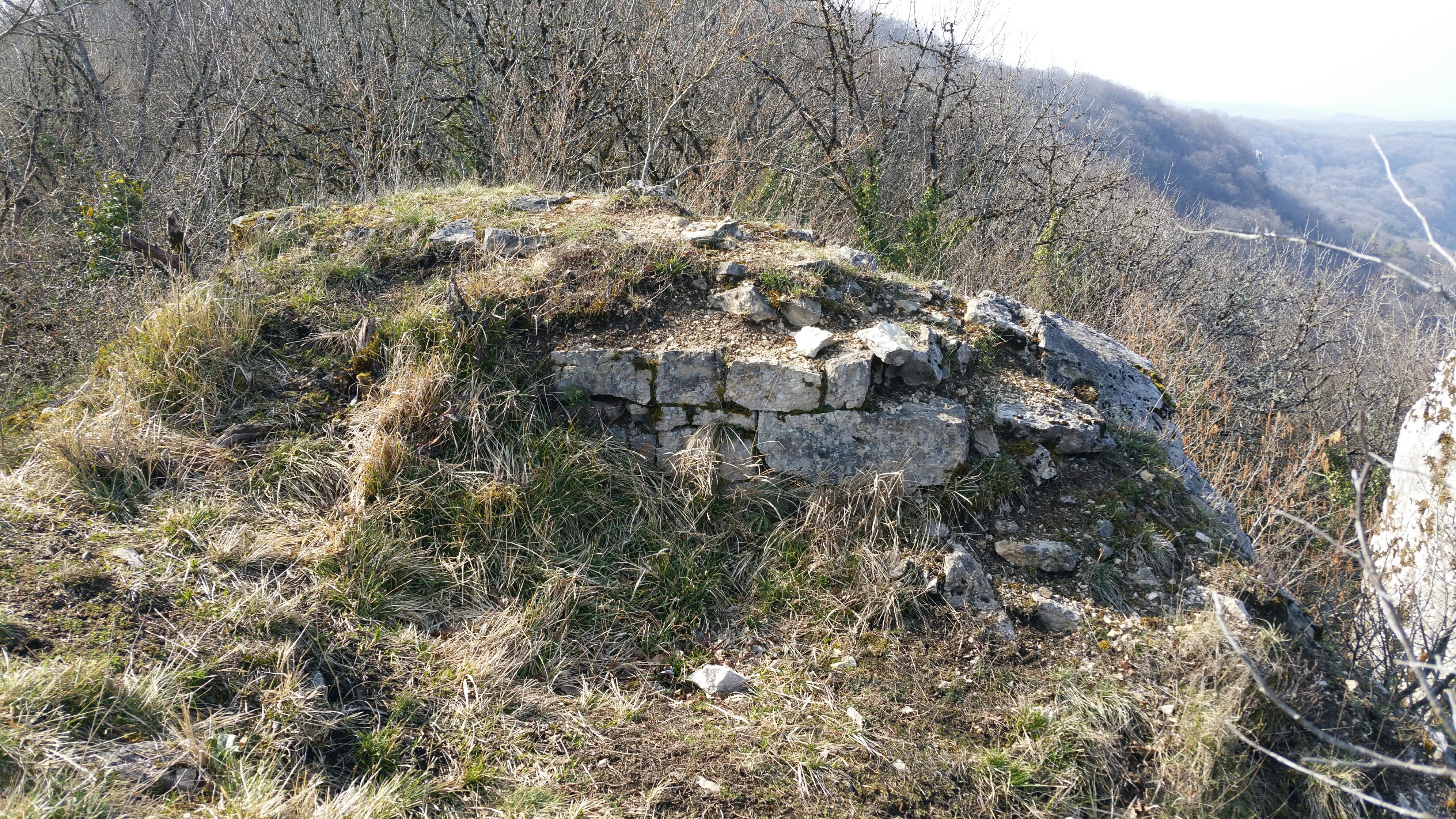
Tour de Faltan.
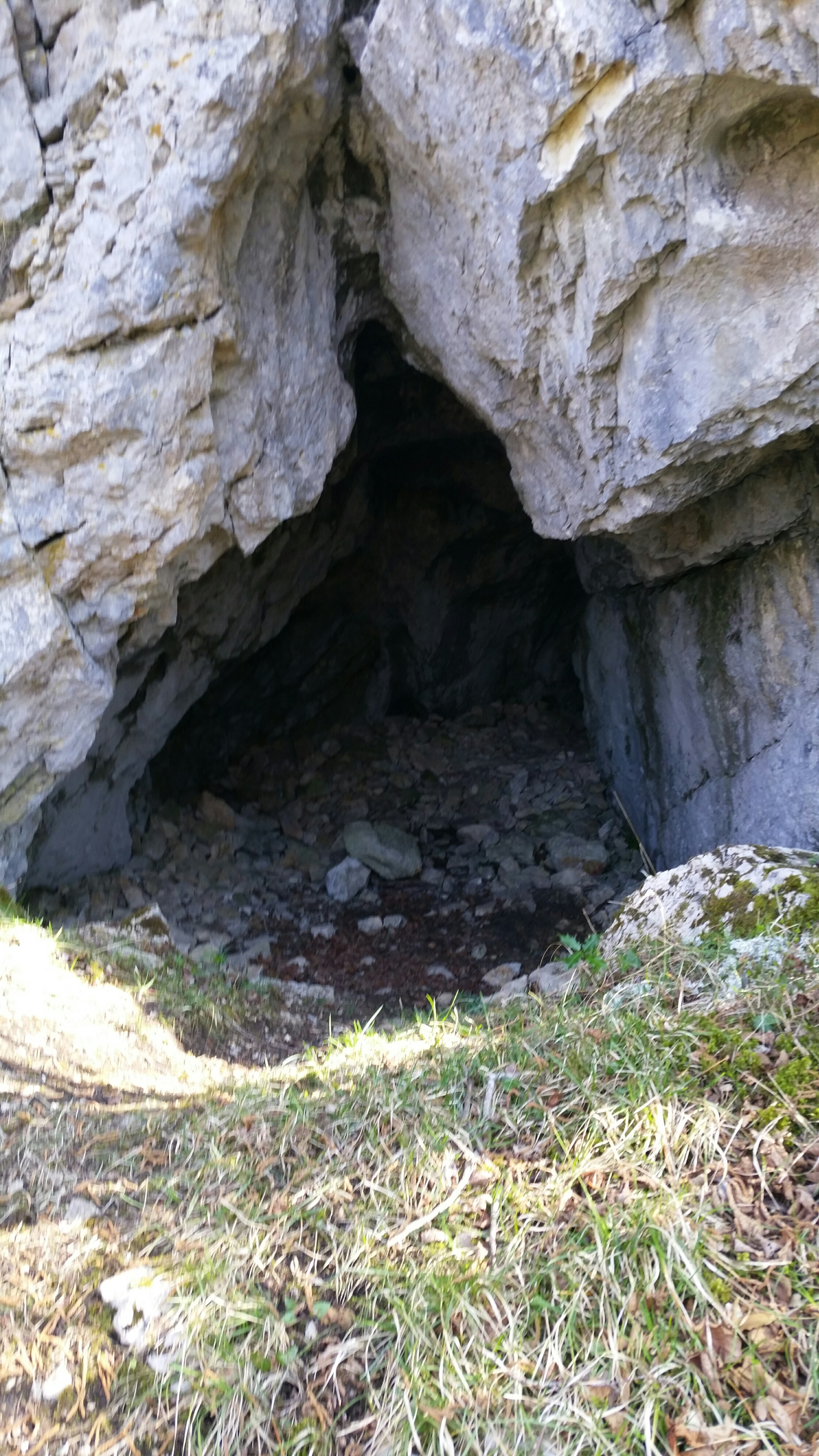
Grotte près du château d'Arguel.